# Agathe contre Agathe
Agathe contre Agathe est un téléfilm français en deux parties réalisé par Thierry Binisti en 2006 et écrit par Emmanuelle Michaux et Claire Lemaréchal. Il dure 180 minutes.

## Synopsis
Un mois de juillet à Paris. La vie sourit à Agathe Verdier : elle fête ses 30 ans, Antoine vient de la demander en mariage et elle s'apprête à partir avec lui en voyage en Égypte. Mais auparavant, la jeune femme doit terminer sa thèse d'histoire sur les sociétés secrètes en France… Ce bonheur paisible vole en éclats quand la police repêche dans la Seine le cadavre d'une jeune femme assassinée selon un rituel précis. Elle ressemble étrangement à Agathe, porte le même prénom et le même type de vêtements. En fouillant son appartement, le Capitaine Yann Le Kervalec et son assistante Emma découvrent qu'elle rédigeait une thèse d'histoire. Et dans son journal intime, la victime se plaignait d'être harcelée quotidiennement par Agathe Verdier qui l'imitait en toutes choses. Dans ces conditions, Agathe devient la principale suspecte. Mais dans le même temps, elle reçoit un mail mystérieux lui indiquant qu'elle a deux mois pour résoudre l'énigme de l'assassinat, faute de quoi, elle mourra !

## Fiche technique
- Scénaristes : Emmanuelle Michaux en collaboration avec Claire Lemaréchal
- Réalisateur : Thierry Binisti
- Date de diffusion : 3 février 2007 sur TSR1
- Date de diffusion : 28 mars 2007 sur France 2
- Date de diffusion : 13 juillet 2009 sur France 2
- Dernière diffusion : 23 juin 2010 sur TV5

## Distribution
- Cécile Bois : Agathe Verdier
- François Vincentelli : Yann
- Constance Dollé : Emma
- Béatrice Agenin : Élisabeth
- Thomas Jouannet : Antoine
- François-Régis Marchasson : Pierre Bouvier
- Féodor Atkine : Monnier
- Philippe Laudenbach : Marcennac
- Michel Jonasz : Alexis
- Philippe Krhajac : Stanislas
- Jean-François Gallotte : Médecin légiste
- Lucy Samsoën : Lisa
- Bruno Caretti : Joaillier
- Sylvie Guichenuy : La concierge
- Jean-Jacques Moreau : Père d'Agathe Bird
- Marc Bertolini : Robert
- Jean-Marc Layer : Technicien de police
- Alexandra Michel : Hôtesse 1
- Sandy Lobry : Hôtesse 2
- Jacques-Henri Delcamp : Le prêtre
- Vincent Verdier : Le voisin
- Claudine Acs : La vieille dame
- Zoé Duthion : Agathe Verdier enfant
- Charlotte Kopp : Agathe Bird enfant
- Sylvie Van Cleven : Membre de la secte secrète
- François-Xavier Anseaume : Membre de la secte secrète